# Pseudoporcellanella manoliensis
Pseudoporcellanella manoliensis is een tienpotigensoort uit de familie van de Porcellanidae. De wetenschappelijke naam van de soort is voor het eerst geldig gepubliceerd in 1962 door Sankarankutty.